# Armando Carini
Armando Carini (Genova, 1º marzo 1931 – Fivizzano, 19 maggio 2014) è stato un attore italiano.

## Filmografia

### Cinema
- Squillo, regia di Mario Sabatini (1965)
- La ragazzola, regia di Giuseppe Orlandini (1965)
- I due figli di Ringo, regia di Giorgio Simonelli (1966)
- Assicurasi vergine, regia di Giorgio Bianchi (1967)
- Quelli che partono, episodio de I zanzaroni, regia di Ugo La Rosa (1967)
- C'era una volta un gangster, regia di Marco Masi (1969)
- Die Hochzeitsreise, regia di Ralf Gregan (1969)
- Giunse Ringo e... fu tempo di massacro, regia di Mario Pinzauti (1970)
- Armiamoci e partite!, regia di Nando Cicero (1971)